# Rockenhausen
Rockenhausen este un oraș din landul Renania-Palatinat, Germania.
Verbandsgemeinde Rockenhausen este un asociație municipală.

## Comune
1. Bayerfeld-Steckweiler
2. Bisterschied
3. Dielkirchen
4. Dörrmoschel
5. Gehrweiler
6. Gerbach
7. Gundersweiler
8. Imsweiler
9. Katzenbach
10. Ransweiler
11. Rathskirchen
12. Reichsthal
13. oraș Rockenhausen
14. Ruppertsecken
15. Sankt Alban
16. Schönborn
17. Seelen
18. Stahlberg
19. Teschenmoschel
20. Würzweiler

## Personalități născute aici
- Uta Frith (n. 1941), psiholog, membră a Royal Society.

1. ↑   https://www.rockenhausen.de/rathaus/grusswort/, accesat în 20 martie 2025 Lipsește sau este vid: |title= (ajutor)
2. ↑  Alle politisch selbständigen Gemeinden mit ausgewählten Merkmalen am 31.12.2018 (4. Quartal) (în germană), Statistisches Bundesamt[*], arhivat din original la 10 martie 2019, accesat în 10 martie 2019